# 飞仔岛
飞仔岛是钓鱼岛及其附属岛屿中的一个小岛，位于飞屿东南，坐标为25°44.1′N 123°30.4′E。2012年3月3日，中华人民共和国国家海洋局、民政部公布其标准名称。
飞屿是钓鱼岛及其附属岛屿八个主岛中最小的一个，而飞仔岛，即飞屿的仔岛，更为微小。飞仔岛事实上是构成飞屿的礁岩群中较为独立的一个，与飞屿主岛距离不足50米。